# Frederic III de Lorena
Frederic III, nascut vers el 1020, mort el 1033 va ser comte de Bar i ducat d'Alta Lotaríngia (o de Lorena).
Era fill de Frederic II, comte de Bar i duc d'Alta Lotaríngia, i de Matilde de Suàbia.
Va succeir el 1028 al seu avi Thierry o Teodoric I, ja que el seu pare havia premortt. No se saben gaires coses sobre el seu regnat, ni tan sols el nom del regent, ja que quan va pujar al tron tenia uns 8 anys.
Va morir el 1033 sense haver-se casat (tenia tretze anys). La seva tia, Gisela de Suàbia, casada amb l'emperador germànic Conrad II, va recollir i va criar a les seves dues germanes, Sofia i Beatriu. Sofia va heretar el comtat de Bar, mentre que Conrad II donava el ducat d'Alta Lotaríngia a un cosí, el duc de Baixa Lotaríngia, Goteló I.